# アルベルト・マレザーニ
アルベルト・マレザーニ（Alberto Malesani、1954年6月5日 - ）は、イタリア・ヴェローナ出身の元サッカー選手、サッカー指導者。

## 経歴
セリエC1のキエーヴォにて指導者としてのキャリアをスタートし、セリエB昇格に成功。1997年にフィオレンティーナ監督に就任し、4位となる。
1998年からはパルマFC監督となり、コッパ・イタリア、UEFAカップ、スーペル・コッパ優勝を果たすなど優れた成績を残す。その後、ヴェローナやモデナでは苦戦が続き、ギリシャのパナシナイコスでもリーグ優勝は果たせなかった。
2007年1月にウディネーゼ監督に任命され、イタリアに復帰。2007-08シーズン途中に、エンポリの監督に就任するが、途中解任。
しばらくフリー期間が続いていたが、2009年11月23日に最下位と低迷しているシエーナの監督に就任。しかし、シエナではチームを再建できずセリエB降格となり半年でチームを去った。2010年9月1日、前シーズン途中に就任してセリエA残留に導いたフランコ・コロンバを解任したボローニャの監督に就任。給料未払い問題など波乱はあったものの、見事セリエA残留に導いた。
2011年6月19日、ボローニャを残留に導いた実績が評価されてジェノアの監督に就任するが、12月21日のナポリ戦で1-6の大敗を喫した翌22日に途中解任。2012年4月2日、後任のパスクアーレ・マリーノが成績不振で解任され、ジェノアの監督に復帰したが、22日のシエナ戦に1-4で敗れ試合終了後に再度解任された。

## 指導歴
- キエーヴォ (ユース) 1990-1991
- キエーヴォ（アシスタント） 1991-1993
- キエーヴォ 1993-1997
- フィオレンティーナ 1997-1998
- パルマFC 1998-2001
- ヴェローナ 2001-2003
- モデナ 2003-2004
- パナシナイコス 2005-2006
- ウディネーゼ 2007
- エンポリ 2007.11-2008.3
- シエーナ 2009.11-2010.5
- ボローニャ 2010.9-2011.5
- ジェノア 2011.6-2011.12
- ジェノア 2012.4
- パレルモ 2013.2
- サッスオーロ 2014.1-2014.3

## 監督成績
| クラブ             | 就任           | 退任           | 記録 | 記録 | 記録 | 記録 | 記録   | 記録 | 記録 | 記録 |
| クラブ             | 就任           | 退任           | 試合 | 勝   | 分   | 負   | 勝率 % | 得点 | 失点 | +/-  |
| ------------------ | -------------- | -------------- | ---- | ---- | ---- | ---- | ------ | ---- | ---- | ---- |
| キエーヴォ         | 1993年6月1日   | 1997年6月30日  | 155  | 52   | 66   | 37   | 33.55  | 170  | 140  | +30  |
| フィオレンティーナ | 1997年7月1日   | 1998年6月30日  | 40   | 18   | 15   | 7    | 45     | 74   | 41   | +33  |
| パルマ             | 1998年7月1日   | 2001年1月8日   | 123  | 62   | 33   | 28   | 50.41  | 211  | 125  | +86  |
| ヴェローナ         | 2001年7月4日   | 2003年6月10日  | 77   | 23   | 23   | 31   | 29.87  | 88   | 101  | -13  |
| モデナ             | 2003年6月10日  | 2004年3月22日  | 30   | 6    | 10   | 14   | 20     | 25   | 39   | -14  |
| パナシナイコス     | 2005年2月16日  | 2006年5月15日  | 53   | 32   | 9    | 12   | 60.38  | 74   | 52   | +22  |
| ウディネーゼ       | 2007年1月16日  | 2007年6月30日  | 20   | 7    | 5    | 8    | 35     | 32   | 34   | -2   |
| エンポリ           | 2007年11月26日 | 2008年3月31日  | 20   | 5    | 4    | 11   | 25     | 22   | 30   | -8   |
| シエーナ           | 2009年11月23日 | 2010年5月21日  | 26   | 6    | 7    | 13   | 23.08  | 29   | 47   | -18  |
| ボローニャ         | 2010年9月1日   | 2011年5月26日  | 40   | 13   | 11   | 16   | 32.5   | 42   | 56   | -14  |
| ジェノア           | 2011年6月19日  | 2011年12月22日 | 18   | 8    | 3    | 7    | 44.44  | 27   | 29   | -2   |
| ジェノア           | 2012年4月2日   | 2012年4月22日  | 3    | 0    | 2    | 1    | 0      | 2    | 6    | -4   |
| パレルモ           | 2013年2月5日   | 2013年2月24日  | 3    | 0    | 3    | 0    | 0      | 2    | 2    | 0    |
| サッスオーロ       | 2014年1月29日  | 2014年3月3日   | 6    | 0    | 1    | 5    | 0      | 3    | 9    | -6   |